# Sancitum
Sancyt (łac. sancitum, sancita) – termin prawa polskiego oznaczający wyrok, postanowienie, rozporządzenie konfederacji lub sejmu.